# Gabriele Burgio
Gabriele Burgio (Firenze, 26 maggio 1954) è un manager italiano.

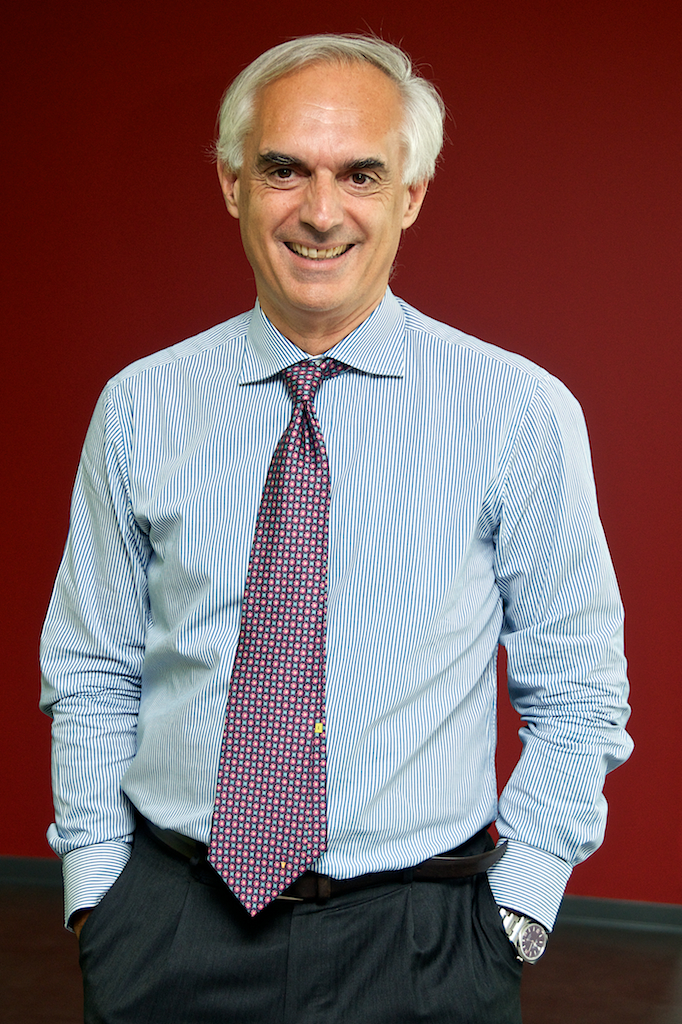
Gabriele Burgio nel 2018

Presidente e amministratore delegato di Alpitour S.p.A., società italiana che opera nel campo delle vacanze organizzate.

## Biografia
Si laurea in giurisprudenza a Firenze, specializzandosi in Diritto Privato Internazionale. Nel 1982 conclude l’MBA all’Insead di Fontainebleau.
Inizia la carriera professionale presso Bankers Trust, lavorando tra l’Italia e New York. Successivamente diventa AD di Manufacturers Hanover Trust Finanziaria, una venture in finanza societaria specializzata in M&A e acquisition finance.
Nel 1993 il Gruppo CIR lo nomina AD nella controllata Cofir, holding di successo quotata alla borsa spagnola ed operante in Spagna e Portogallo con una filosofia analoga a quella di un fondo di private equity. Gabriele Burgio si trasferisce in Spagna.
Dal 1997 al 2011 ricopre la carica di AD di NH Hotels, all'inizio una piccola azienda locale spagnola specializzata in hotel 3 e 4 stelle in Spagna. Sotto la sua guida, NH Hotels cresce rapidamente, espandendosi in 25 paesi e aumentando il numero di hotel dai 66 originari a 401. La multinazionale conta oggi oltre 16.000 dipendenti e ha moltiplicato il fatturato per 13.
Dal maggio 2012 Gabriele Burgio è presidente e AD di Alpitour S.p.A. Sotto la sua presidenza il Gruppo inizia un percorso di rinnovamento e riorganizzazione che porterà, nel 2014, all’acquisizione di Press Tours (tour operator specializzato sull’area Caraibi e Continente Americano) nel 2016, all'ingresso in Swan Tour con una quota del 49% (ingresso che verrà finalizzato nel 2018 con l’acquisizione del 100% del capitale del tour operator romano) e alla acquisizione del 51% del capitale del tour operator on line Sardegna.com specializzato nell'icoming sulla destinazione .
Nel 2018 guida il Gruppo alla firma di un accordo strategico con Eden Viaggi che entra a far parte del gruppo torinese.

## Riconoscimenti
- 2002, Premio Tiepolo
- 2003, Premio “Manager dell’anno in Spagna”
- 2007, Premio “Eccellenza nel turismo” conferito da Sua Altezza Reale Felipe VI